# 都築秀綱
都筑 秀綱（つづき ひでつな）は、戦国時代から安土桃山時代にかけての武将。今川氏、本多氏（平八郎家）の家臣。

## 経歴
都築氏は浜名湖北岸の遠江国引佐郡都筑所領を有する国人で、当初は今川氏に仕えた。
天文2年（1533年）、松下藤六郎為雲の二男として誕生し、その後都筑雅楽助秀景の養子となった。永禄3年（1560年）桶狭間の戦いでの今川義元の敗死後も引き続き仕えており、永禄9年（1566年）10月1日付で、今川氏真から所領安堵の判物を拝領している。
永禄11年（1568年）末、三河国の徳川家康が遠江に侵攻。年を越してなお侵攻した徳川方の本多忠勝、戸田忠次らに降伏し、500貫の所領を安堵された。その後、家康が直属軍強化のために新設した旗本先手役の一員に加えられた。以後は部隊長・本多忠勝の与力となった。天正18年（1590年）、徳川氏の関東への国替えに伴い、本多忠勝が城持ち大名に出世すると、秀綱は付家老に抜擢される。自身3,500石に寄子給2,500石を合わせた6,000石を公儀から拝領していたという。
慶長5年（1600年）、死去。
なお、秀綱と共に忠勝の配下でいた子・弥左衛門為政は、慶長6年（1601年）から徳川秀忠の旗本となったため、本多家から離れた。孫で後の郡山藩筆頭家老である云成からは再び惣左衛門の通称を用いた。これにより、忠勝系本多氏の家老・都筑氏は都筑惣左衛門で定着する事となった。